# Mîkîtînți, Ivano-Frankivsk
Mîkîtînți (în ucraineană Микитинці) este o comună în orașul regional Ivano-Frankivsk, regiunea Ivano-Frankivsk, Ucraina, formată numai din satul de reședință.

## Demografie
Componența lingvistică a comunei Mîkîtînți
     Ucraineană (99,63%)
     Alte limbi (0,31%)
Conform recensământului din 2001, majoritatea populației comunei Mîkîtînți era vorbitoare de ucraineană (99,63%), existând în minoritate și vorbitori de alte limbi.